# Данилов, Фёдор Иванович

Храм св. Петра и Павла. Харьков

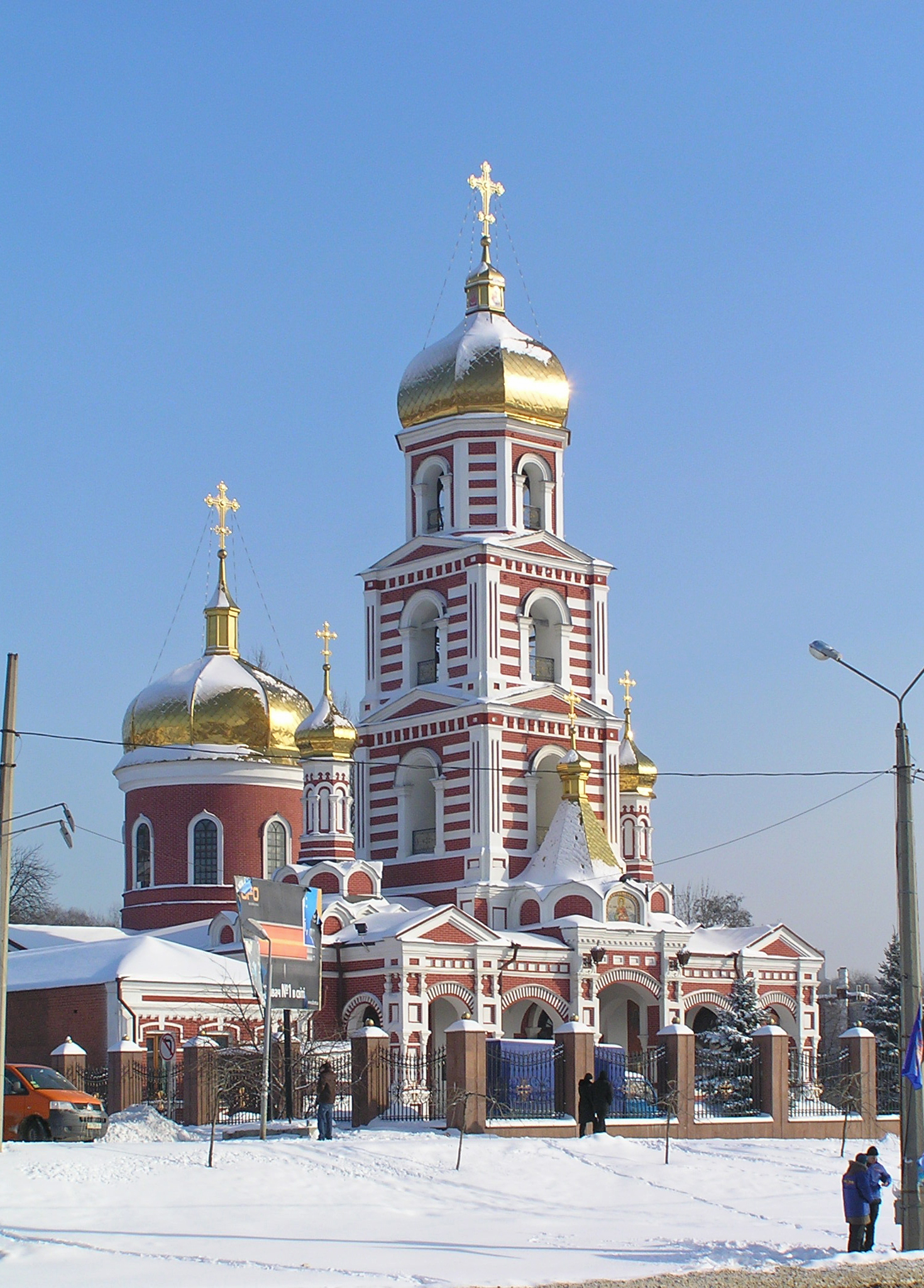
Харьковская Пантелеймоновская церковь

Фёдор Иванович Данилов (1810, Орловская губерния — 1885, Харьков) — русский архитектор. Действительный статский советник (с 1881).

## Биография
Родился в 1810 году в семье чиновника в Орловской губернии. Окончил мужскую гимназию. Учился в императорской Академии художеств, получив по окончании диплом архитектора. Служил в Орловском губернском правлении, исполнял обязанности инженера и состоял в Межевой канцелярии. Позже переехал в Харьков.
В 1850—1860 годах возглавлял Межевую канцелярию Харьковского губернского правления. В начале 1860-х годов принимал участие в составлении геометрических планов земельных наделов и составлении планов почти всех имений губернии.
С 3 января 1867 по 1885 год служил епархиальным архитектором в Харькове. Действительный статский советник с 8 апреля 1873 года.
Умер 9 (21) ноября 1885 года. Похоронен на Харьковском Иоанно-Усекновенском кладбище.

## Работы Ф. Данилова
В Орле построил по своим проектам несколько усыпальниц для местной аристократии. В Харькове спроектировал несколько жилых зданий для представителей местного купечества, богатых мещан и даже государственных крестьян.
По проектам Ф. Данилова построено более 125 церковных, а также большое количество гражданских сооружений в русско-византийском и русском стилях.

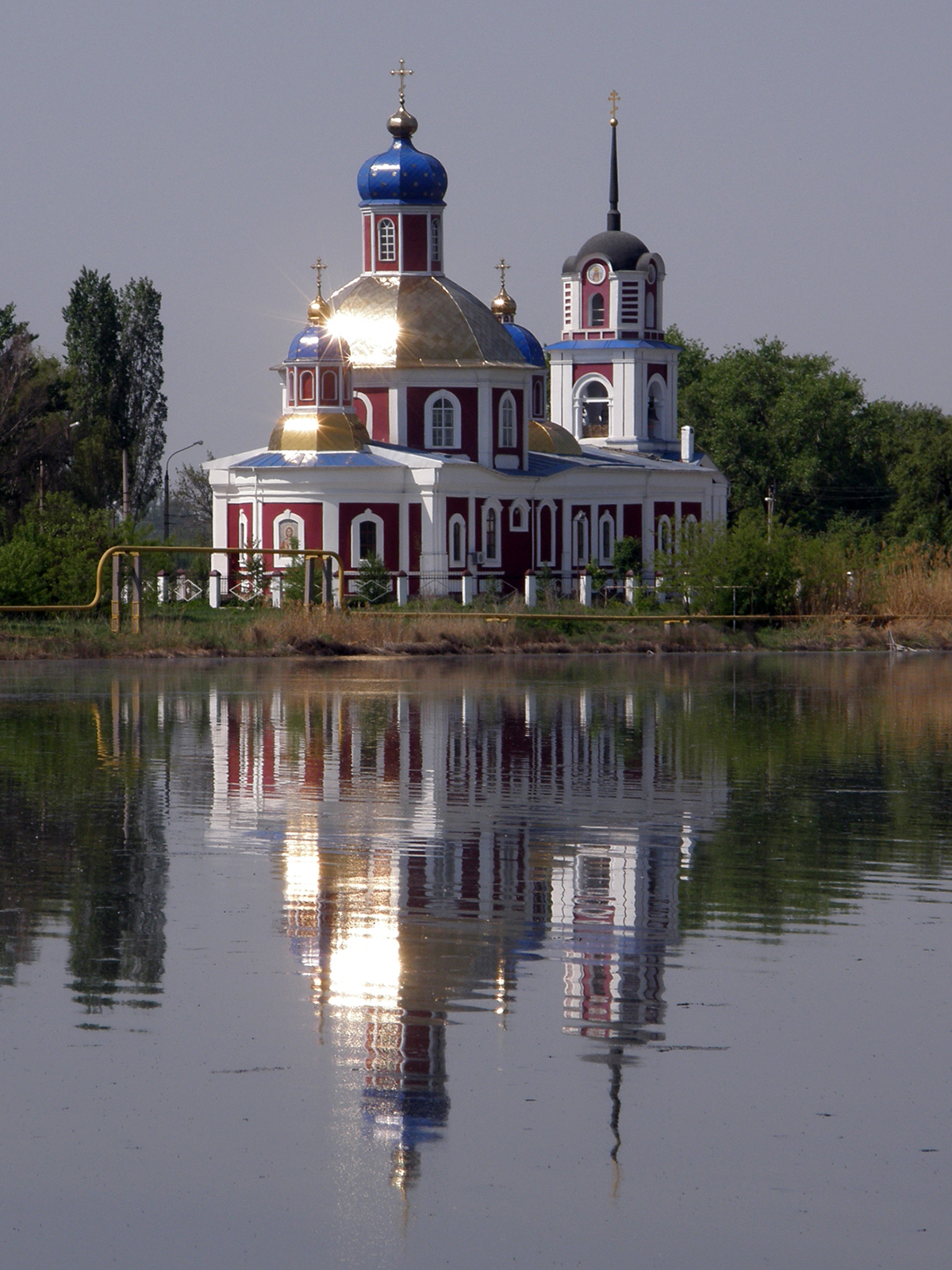
Вознесенская церковь в Славянске (достройка колокольни, 1872)

- Святодуховская старообрядческая церковь на Конной площади.
- Колокольня Николаевской церкви.
- Здание приюта для детей духовенства.
- Постройки в Стрельченском и Святогорском монастырях.
- Церковь Петра и Павла на Журавлёвке в г. Харькове по ул. Шевченко (1872—1876).
- Церковь Иоанна Богослова в г. Харькове на ул. Большой Панасовской (1879).
- Пантелеймоновская церковь (Пантелеймона Целителя) на ул. Клочковской (1885 г., реконструкция М. Ловцова 1898 г.).
- Церковь в с. Васищево Харьковской обл. (1877)
- Церковь в слободе Ивановка на окраине Харькова (1878)

Кроме того, автор многих церковных построек Харьковской губернии, в том числе, Покровской церкви в сл. Липки Харьковского уезда, Архангело-Михайловской церкви в сл. Кириковке и Всесвятской церкви в сл. Котельва Ахтырского уезда, церкви в Малой Писаревке Богодуховского уезда и с. Сидоренково Валковского уезда, а также в Волчанском, Змиевском, Купянском, Краснокутском уездах.

## Награды
Был отмечен орденами Российской империи:
- орден Святой Анны 2-й степени
- орден Святой Анны 3-й степени (1850)
- орден Святого Владимира 4-й степени за 35 лет службы (1857)
- орден Святого Станислава 2-й степени (1861)

Также он имел: 6 благословений Святейшего Синода, благодарность от Министра финансов Российской империи, благодарственный адрес и ценный подарок от предводителей дворянства Харьковской губернии.

## Комментарии
1. ↑  В Юбилейно справочнике Императорской Академии художеств Архивная копия от 28 октября 2021 на Wayback Machine, составленным С. Н. Кондаковым, информация отстутствует.